# Фігурне катання на зимових Олімпійських іграх 2022 — кваліфікація
Кваліфікація з фігурного катання на зимових Олімпійських іграх 2022 визначила, скільки спортсменів та з яких країн зможуть взяти участь у змаганнях.

## Система кваліфікації
Загалом у олімпійському турнірі з фігурного катання має можливість взяти участь 144 спортсмена: 72 чоловіка та 72 жінки. Олімпійські ліцензії в фігурному катанні є неіменними, представників країни на іграх визначає Національний олімпійський комітет. Списки спортсменів від Національних олімпійських комітетів на ігри мають бути надані Міжнародному союзу ковзанярів до 24 січня 2022 року.
Кожний Національний Олімпійський комітет може виставити 18 спортсменів (9 чоловіків та 9 жінок), але не більше 3 спортсменів-одиночників і/або пар у окремих видах програми змагань.
Існує «Додаткова квота спортсменів», яка дозволяє дозаявити максимум п'ятьох спортсменів країні-організатору та/або збірним в командному турнірі, якщо відсутня ліцензія в одній з дисциплін, що збільшує загальну кількість фігуристів до максимум 149 учасників.

## Квота за дисциплінами
| Дисципліна                | Кількість спортсменів (пар) |
| ------------------------- | --------------------------- |
| Чоловіче одиночне катання | 30                          |
| Жіноче одиночне катання   | 30                          |
| Спортивні пари            | 19                          |
| Танці на льоду            | 23                          |

## Розподіл за країнами
83 ліцензії (по 24 одиночні, 16 спортивних і 19 танцювальних пар) були розподілені за підсумками чемпіонату світу 2021 року в Стокгольмі, Швеція. Кожна країна могла здобути по три ліцензії в кожному виді програми за наступною схемою:
| Кількість місць на Іграх | Результат на Чемпіонаті світу         | Кількість спортсменів (пар), чиї результати враховуватимуться |
| ------------------------ | ------------------------------------- | ------------------------------------------------------------- |
| 3                        | сума місць менша або дорівнює 13      | 2                                                             |
| 3                        | 1-2                                   | 1                                                             |
| 2                        | сума місць від 14 до 28               | 2                                                             |
| 2                        | 3-10                                  | 1                                                             |
| 1                        | Решта країн, для яких вистачить місць | Решта країн, для яких вистачить місць                         |

При цьому, учасники, які відібралися у довільну програму/довільний танець, але посіли місця нижче 16-го, отримали 16 балів, а ті, що не кваліфікувалися у довільну— 18 балів, а учасники танцювального турніру, що не кваліфікувалися для виконання оригінального танцю,— 20 балів.
Якщо країна за вказаною схемою в одній дисципліні здобувала дві/три ліцензії, але її другий/третій представник не кваліфікувався до довільної програми, то другу/третю ліцензію країна мала підтвердити на Nebelhorn Trophy в Оберстдорфі, Німеччина, який пройшов з 22 по 25 вересня 2022 року, при чому країну мав представляти спортсмен/пара/дует, які не брали участь у здобутті олімпійських ліцензій на чемпіонаті світу 2021 року.

## Командний турнір
В олімпійському командному турнірі беруть участь десять збірних, які займають вищі позиції в рейтингу країн за підсумками сезонів 2020/2021 та 2021/2022 років, за умови, що країна має особисті ліцензії мінімум у трьох дисциплінах.
За підсумками чемпіонату світу 2021 року та Nebelhorn Trophy 2021 особисті ліцензії в трьох видах здобули виключно десять країн, які автоматично кваліфікуватися до командного турніру: спортсмени-олімпійці з Росії, США, Канада, Японія, Китай, Італія, Німеччина, Чехія, Україна.
Крім того, учасниці командного турніру, які здобули індивідуальні ліцензії у трьох дисциплінах, отримують додаткову ліцензію на спортсмена/пару/дует четвертого виду, які братимуть участь виключно в командних змаганнях: Італія (жіноче одиночне), Німеччина (чоловіче одиночне), Україна (спортивна пара).

## Країни, представники яких кваліфікувалися на Ігри

### З результатамичемпіонату світу[3]
| Місць | Чоловіки                                                                          | Жінки | Пари                              | Танці                                                     |
| ----- | --------------------------------------------------------------------------------- | --- | --------------------------------- | --------------------------------------------------------- |
| 3     | Японія · США* · Олімпійський комітет Росії*                                       | Японія · США* · Олімпійський комітет Росії                                                                 | КНР* · Олімпійський комітет Росії | Олімпійський комітет Росії · США · Канада                 |
| 2     | Канада* Франція* Південна Корея* Італія*                                          | Південна Корея Бельгія* Австрія*                                                                           | Канада США Італія Японія*         | Італія* Велика Британія*                                  |
| 1     | КНР Грузія Швейцарія Естонія Білорусь Латвія Чехія Мексика Україна Швеція Ізраїль | Азербайджан Канада Естонія Швеція Нідерланди Білорусь Німеччина Грузія КНР Чехія Велика Британія Фінляндія | Австрія Німеччина Угорщина Чехія  | Іспанія Польща КНР Литва Франція Німеччина Японія Україна |

- країни мають підтвердити ліцензію на Nebelhorn Trophy 2021.

### За результатамиNebelhorn Trophy 2021[4]
| Місць | Чоловіки                                                                                       | Жінки                                           | Пари                   | Танці                           |
| ----- | ---------------------------------------------------------------------------------------------- | ----------------------------------------------- | ---------------------- | ------------------------------- |
| 1     | США · Франція · Олімпійський комітет Росії · Південна Корея · Азербайджан · Австралія · Канада | США Польща Білорусь Швейцарія Україна Австралія | Іспанія Грузія Ізраїль | Фінляндія Грузія Вірменія Чехія |

### Загалом
| Країна                     | Чоловіки | Жінки | Пари | Танці | Додаткові квоти | Командний турнір | Кількість спортсменів |
| -------------------------- | -------- | ----- | ---- | ----- | --------------- | ---------------- | --------------------- |
| Австралія                  | 1        | 1     |      |       |                 |                  | 2                     |
| Австрія                    |          | 1     | 1    |       |                 |                  | 3                     |
| Азербайджан                | 1        | 1     |      |       |                 |                  | 2                     |
| Бельгія                    |          | 1     |      |       |                 |                  | 1                     |
| Білорусь                   | 1        | 1     |      |       |                 |                  | 2                     |
| Болгарія                   |          | 1     |      |       |                 |                  | 1                     |
| Велика Британія            |          | 1     |      | 1     |                 |                  | 3                     |
| Вірменія                   |          |       |      | 1     |                 |                  | 2                     |
| Грузія                     | 1        | 1     | 1    | 1     |                 | Green tick       | 6                     |
| Естонія                    | 1        | 1     |      |       |                 |                  | 2                     |
| Ізраїль                    | 1        |       | 1    |       |                 |                  | 3                     |
| Іспанія                    |          |       | 1    | 1     |                 |                  | 4                     |
| Італія                     | 2        |       | 2    | 1     | 1               | Green tick       | 9                     |
| Канада                     | 2        | 1     | 2    | 3     |                 | Green tick       | 13                    |
| Китай                      | 1        | 1     | 2    | 1     |                 | Green tick       | 8                     |
| Німеччина                  |          | 1     | 1    | 1     | 1               | Green tick       | 6                     |
| Латвія                     | 1        |       |      |       |                 |                  | 1                     |
| Литва                      |          |       |      | 1     |                 |                  | 2                     |
| Мексика                    | 1        |       |      |       |                 |                  | 1                     |
| Нідерланди                 |          | 1     |      |       |                 |                  | 1                     |
| Південна Корея             | 2        | 2     |      |       |                 |                  | 4                     |
| Польща                     |          | 1     |      | 1     |                 |                  | 3                     |
| Олімпійський комітет Росії | 3        | 3     | 3    | 3     |                 | Green tick       | 18                    |
| США                        | 3        | 3     | 2    | 3     |                 | Green tick       | 16                    |
| Угорщина                   |          |       | 1    |       |                 |                  | 2                     |
| Україна                    | 1        | 1     |      | 1     | 2               | Green tick       | 6                     |
| Фінляндія                  |          | 1     |      | 1     |                 |                  | 3                     |
| Франція                    | 2        |       |      | 1     |                 |                  | 4                     |
| Чехія                      | 1        | 1     | 1    | 1     |                 | Green tick       | 6                     |
| Японія                     | 3        | 3     | 1    | 1     |                 | Green tick       | 10                    |
| Швейцарія                  | 1        | 1     |      |       |                 |                  | 2                     |
| Швеція                     | 1        | 1     |      |       |                 |                  | 2                     |
| Всього: 32 НОК             | 30       | 30    | 19   | 23    | 4               | (10)             | 148                   |

## Перелік запасних країн
Якщо країна відмовляється використовувати одну чи декілька ліцензій, то вони розподіляються між країнами за результатами Nebelhorn Trophy:
| Чоловіки                                           | Жінки                                        | Пари                                      | Танці                                          |
| -------------------------------------------------- | -------------------------------------------- | ----------------------------------------- | ---------------------------------------------- |
| Туреччина · Вірменія · Велика Британія · Німеччина | Італія · Кіпр · Китайський Тайбей · Словенія | Китай · Білорусь · Австралія · Нідерланди | Угорщина · Південна Корея · Італія · Австралія |